# Université de Georgetown au Qatar
 (mai 2024).
L'université de Georgetown au Qatar est un campus de l'université de Georgetown (Washington) à Education City, campus universitaire de Doha, au Qatar. C'est l'une des onze écoles de premier cycle et des cycles supérieurs de l'université de Georgetown. Elle est créée en 2005 par un partenariat entre la Fondation du Qatar et l'université de Georgetown.